# Kurt Bendix
Pour les articles homonymes, voir Bendix.
Kurt Bendix, né le 19 novembre 1904 à Berlin, en Allemagne, et mort le 11 mai 1992 à Nacka, près de Stockholm, en Suède, est un chef d'orchestre suédois. 

## Biographie
Au début de sa carrière, il joue comme altiste au sein de divers orchestres à travers l'Allemagne. Il étudie la direction orchestrale à l'université de Berlin puis au conservatoire Sternska de la même ville avant de parfaire sa formation auprès de Max von Schillings. En 1926, il est nommé à la tête de l'orchestre de l'opéra de Königsberg. De 1928 à 1931, il collabore avec le Staatsoper de Berlin. En 1931, il arrive en Suède où il officie sous les casquettes conjointes de chef d'orchestre, chef de chœur et répétiteur attitré dans le cadre de l'opéra royal de Stockholm. En 1968, il est intronisé au rang de chef d'orchestre de la cour royale (hovkapellmästare). Chef d'orchestre titulaire du Kungliga Operan jusqu'en 1985, il y dirige plus de 2200 représentations.
En qualité de professeur, il enseigne à la Hochschule für Musik de Berlin de 1929-31. En 1942, il est professeur à l'académie royale de musique de Suède puis, de 1945 à 58, à l'École d'opéra de Stockholm (sv) (université nationale de musique, de théâtre et d'opéra de Stockholm) où, parmi les étudiants et aspirants solistes dont il assure la formation, figure notamment le jeune Nicolai Gedda.
Kurt Bendix épouse l'actrice Sally Palmblad (sv) en 1935.

## Distinctions
- 1976 - Litteris et Artibus
- 1980 - intronisé au rang de membre du Conseil No 827 de l' Académie royale de musique (Kungliga Musikaliska Akademien)
- 1989 – Medaljen för tonkonstens främjande
- chevalier de l'ordre royal de Vasa[2]
- Konung Gustaf V:s jubileumsminnestecken (sv) 1948[2]

## Discographie
- Verdi: Rigoletto. Med Erik Sundquist, Eva Prytz, Jussi Björling, Sven-Erik Jacobsson. Kungliga Operan 1957. Bluebell.
- Mascagni: Cavalleria Rusticana. Med Jussi Björling, Aase Nordmo-Lövberg, Georg Svedenbrandt, Bette Björling, Margit Sehlmark. Stockholmsoperan 1954. Legato Classics.
- Adam: Le Postillon de Lonjumeau. Med Nicolai Gedda, Hjördis Schymberg. Stockholmsoperan. Cantus Line.

## Filmographie
- 1958 – Mademoiselle Avril : rôle du chef d'orchestre

## Source
- (sv) Cet article est partiellement ou en totalité issu de l’article de Wikipédia en suédois intitulé « Kurt Bendix » (voir la liste des auteurs).